# Millie Innes
Millie Innes (* 5. Oktober 1998 in Cardonald) ist eine britische Schauspielerin.

## Leben und Karriere
Innes wurde am 5. Oktober 1998 in Cardonald geboren. Sie besuchte die Rosshall Academy und erhielt ihre Schauspielausbildung an der Glasgow Academy of Musical Theatre Arts. Danach setzte sie ihr Studium an der University of Glasgow fort.
Ihr Debüt gab sie 2010 in der Fernsehserie Single Father. Zwischen 2011 und 2013 spielte sie Marlee Brodie in der Krimiserie Case Histories. Außerdem trat sie 2013 in einer Folge in Dani's Castle auf. Von 2014 bis 2018 spielte sie die Hauptrolle der Millie McDonald in der CBBC-Sitcom Millie Inbetween. Unter anderem moderierte sie 2015 die Dokumentation Being Me. 2017 wurde Millie für einen British Academy Children’s Award in der Kategorie Performer für ihre Rolle in Millie Inbetween nominiert.

## Filmografie
Serien
- 2010: Single Father
- 2011–2012: Dani's House
- 2011–2013: Case Histories
- 2013: Dani's Castle
- 2014–2018: Millie Inbetween

Sendungen
- 2015: Hacker Time
- 2016: Ultimate Brain
- 2017: Top Class